# Philipspaviljoen
Het Philipspaviljoen was een paviljoen dat voor wereldtentoonstelling de Expo 58 te Brussel werd gebouwd. Het paviljoen werd ontworpen door het architectenbureau van de architect Le Corbusier in opdracht van het Nederlandse elektronicaconcern Philips. Het paviljoen was ontworpen voor een multimediaspektakel waarin de naoorlogse technologische vooruitgang zou worden gevierd. 
Le Corbusier was indertijd te druk bezig met de voorbereidingen voor een project in de Indiase stad Chandigarh, waardoor het project grotendeels de verantwoordelijkheid was van de Griek Iannis Xenakis. Het paviljoen is een cluster van hyperbolische paraboloïdes. Binnenin werd gebruik werd gemaakt van Edgar Varèse's elektronische muziekcompositie Poème électronique. 
De geluidstechnicus maakte gebruikte van DTMF om het geluid ruimtelijk te laten klinken door het paviljoen. De luidsprekers waren in de wand verwerkt en gecoat met asbest. Varèse schreef een gedetailleerd ruimtelijk schema voor het muziekstuk. Daardoor kon het goed gebruikt worden voor de fysieke indeling van het paviljoen.
Na de expo werd het paviljoen afgebroken.